# Les Boréades

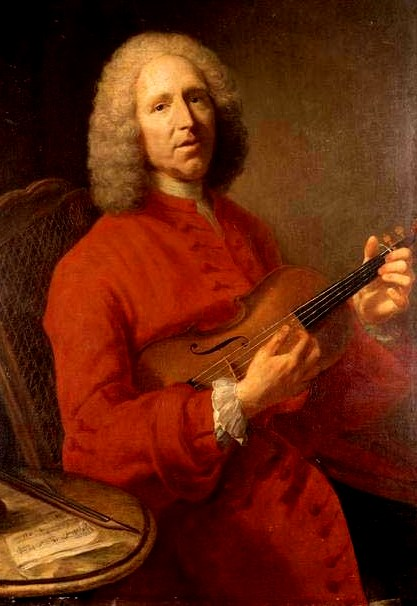
Jean-Philippe Rameau

Les Boréades je lyrická tragická opera v pěti dějstvích z pera francouzského skladatele a hudebního teoretika Jeana-Philippe Rameaua (1683-1764), poslední z autorových děl tohoto typu. Libreto přisuzované Louisi de Cahusac (1706–1759) je volně založeno na řecké legendě o Abarisovi Hyperborejci a zahrnuje zednářské prvky. V názvu zmínění Boreovci jsou potomci boha Borea.

## Dobový kontext
Za Rameauova života se podle dochovaných informací opera nehrála. V roce 1763 probíhaly zkoušky v pařížské Opeře, pravděpodobně pro soukromé představení u dvora v Choisy. Není známo, proč k uvedení nakonec nedošlo, ačkoliv na toto téma vzniklo mnoho teorií, včetně toho, že šlo o spor dvorských frakcí, hudba byla příliš obtížná, opera obsahuje spiklenecké prvky a že pařížská Opera v době zkoušek vyhořela. První známé uvedení díla je koncertní provedení v Lille v roce 1770. J. J. M Decroix shromáždil po skladatelově smrti Rameauova díla a zajistil tak zachování partitury. Shromážděných děl se ujala francouzská Národní knihovna (Bibliothèque Nationale), včetně různých rukopisů souvisejících s Les Boréades.

## Moderní inscenační historie
V moderní době operu poprvé uvedl ORTF 16. září 1964 (u příležitosti 200. výročí Rameauovy smrti) v pařížském Maison de la Radio. Záznam byl následně vysílán v rozhlase. V inscenaci vystoupili pěvci Christiane Eda-Pierre a Andre Mallabrera. Za své oživení v moderní době však opera vděčí dirigentovi Johnu Eliotovi Gardinerovi, který dne 14. dubna 1975 uvedl v londýnské Queen Elizabeth Hall koncertní provedení díla (Trevor Pinnock hrál v této inscenaci na cembalo continuo). Gardiner připravil orchestrální materiál z původních rukopisů. V červenci 1982 uvedl Gardiner na festivalu v Aix-en-Provence první plnohodnotnou scénickou inscenaci a následně vydal kompletní nahrávku na CD. Dirigent William Christie uvedl v roce 2003 se svým souborem Les Arts Florissants inscenaci v pařížské Opeře v režii Roberta Carsena. V roce 2020 podnikl barokní orchestr Collegium 1704 pod vedením dirigenta Václava Lukse evropské turné s koncertním provedením opery, které uvedl ve Vídni, Moskvě a Versailles. CD v produkci Chateau de Versailles Spectacles získalo v roce 2020 francouzské ocenění Trophées pro nejlepší operní nahrávku roku.

## Postavy
| Role                                                                                               | Typ hlasu | Obsazení při premiéře (za skladatelova života se opera neuváděla) |
| -------------------------------------------------------------------------------------------------- | --------- | ----------------------------------------------------------------- |
| Alphise                                                                                            | soprán    |                                                                   |
| Sémire                                                                                             | soprán    |                                                                   |
| Borilée                                                                                            | baryton   |                                                                   |
| Calisis                                                                                            | tenor     |                                                                   |
| Abaris                                                                                             | tenor     |                                                                   |
| Adamas                                                                                             | baryton   |                                                                   |
| Nymfa                                                                                              | soprán    |                                                                   |
| L'Amour                                                                                            | soprán    |                                                                   |
| Polymnie                                                                                           | soprán    |                                                                   |
| Boréas                                                                                             | bas       |                                                                   |
| Apollon                                                                                            | baryton   |                                                                   |
| Další postavy jako Apollónovi kněží, obyvatelé Baktrie, Roční období, Zefyry, Podzemní větry apod. |           |                                                                   |

## Nahrávky
- Les Boréades, John Eliot Gardiner, Monteverdi Orchestra, Monteverdi Choir (Erato, 1982), CD
- Les Boréades, William Christie, Les Arts Florissants / Opéra National de Paris (Opus Arte, 2004), DVD
- Les Boréades, Václav Luks, Collegium 1704 (Chateau de Versailles Spectacles, 2020), CD